# Động đất Myanmar 2011
Động đất Myanmar 2011 là một trận động đất 6,8 độ Mw xảy ra vào ngày 24 tháng 3 có tâm chấn ở phía động bang Shan, Myanmar sâu 10 kilômét (6,2 dặm). Có 2 dư chấn với cường độ 4,8 và 5,4 và một loạt dư chấn nhỏ khoảng 5,0 độ. Thành phố lớn nhất nằm cách tâm chấn 70 kilômét (43 dặm) là Chiang Rai, Mae Sai và Kengtung của Thái Lan.

## Địa chất

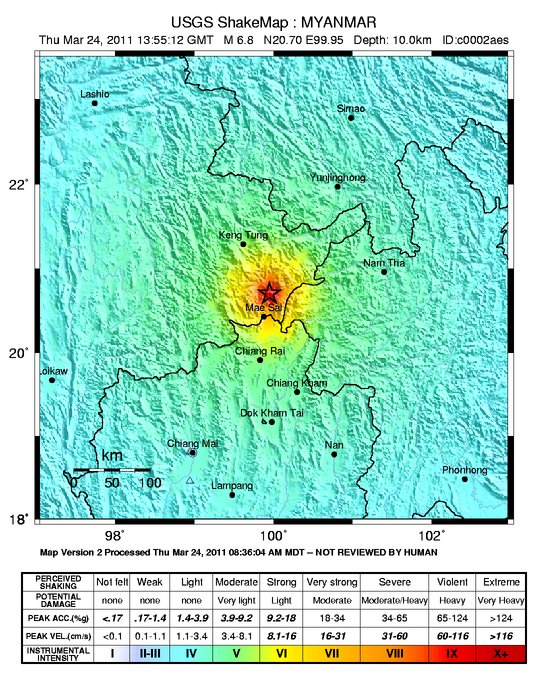
Bản đồ rung chấn của USGS cho thấy cường độ rung chấn.

Động đất đã xảy ra ở một khu vực có kiến tạo địa chất phức tạp và do mảng Ấn-Úc trượt về phía Bắc và va chạm với mảng Á-Âu. Va chạm tương tự như vậy đã từng tạo thành dãy núi Arakan Yoma. Ở khu vực có nhiều va chạm địa chất này, nhiều sự dịch chuyển kéo theo việc đứt gãy Sagaing - bộ phận chính của một đứt gãy trượt chạy ngang qua miền tây và miền trung Myanmar - di chuyển theo hướng bắc-nam. Phần còn lại của đứt gãy lớn này góp phần tạo ra biến dạng phân bố ở phía đông Myanmar và Thái Lan, lan sang cả Lào. Biến dạng này góp phần kéo theo sự dịch chuyển theo hướng tây nam-đông bắc của đứt gãy trượt phía bên trái. Các đứt gãy sát với tâm chấn của trận động đất là Mae Chan và Nam Ma. Cơ chế đứt gãy của trận động đất Myanmar 2011 phù hợp với chuyển động phần trái của một trong các đứt gãy nói trên, dịch ra khỏi các khu vực hoạt động động đất chính ở Myanmar. Những trận động đất đáng chú ý từng xảy ra ở khu vực này là Động đất Vân Nam 2011 và Động đất Lào 2007.
Một chuyên gia vật lý địa cầu của Việt Nam cho rằng trận động đất này có liên quan tới động đất Tohoku 2011. Song, một số chuyên gia khác bảo động đất Myanmar và động đất Tohoku không có mối liên hệ gì với nhau.

## Thiệt hại
Các báo cáo ban đầu cho rằng có ít nhất 10 người, trong đó có cả trẻ em, thiệt mạng do đất lở ở thị trấn Tachileik, Tarpin (phía bắc Tachileik), đều là các địa phương ở bang Shan, tây bắc Myanmar Một người thiệt mạng ở Mae Sai, Thái Lan, gần biên giới với Myanmar. Ít nhất có ba người ở Myanmar bị thương.
Sáng sớm hôm sau, khi các báo cáo được cập nhật, số người thiệt mạng ở Myanmar tăng lên đến 24, và ở Thái Lan còn thêm một người nữa. Các quan chức cảnh báo rằng số người chết có thể vẫn sẽ tiếp tục tăng. Sau đó, số người chết được thống kê là 74 ở Myanmar và 1 ở Thái Lan, ít nhất 111 người khác bị thương và khoảng 100 người đã mất tích. Riêng ở Tarlay, giữa Tachileik và Mong Hpyak, đã có ít nhất là 40 người thiệt mạng trong 130 ngôi nhà bị sập. Sụt đất sâu 1,5 mét đã quan sát được ở đây.

## Các nơi khác
Nhiều tòa nhà cao tầng ở Chiang Rai, Mãnh Hải (Vân Nam), Nam Ninh (Quảng Tây), và Hà Nội (Việt Nam) bị rung lắc. Ít nhất có một cây cầu ở Myanmar bị sập. Tổng cộng, có khoảng 390 ngôi nhà ở, 14 tu viện và 9 trụ sở chính quyền bị phá hủy. Ở Monglin, ít nhất 128 ngôi nhà đã bị hư hỏng. Theo ước lượng của Cục Khảo sát Địa chất Hoa Kỳ (UGSS), mức thiệt hại cuối cùng của trận động đất này có thể vào khoảng 100 triệu dollar Mỹ.